# Собачка-павич
Собачка-павич (Salaria pavo) — вид риб родини Собачкових (Blenniidae). Морська демерсальна солонуватоводна риба, що сягає 13 см довжини.

## Ареал

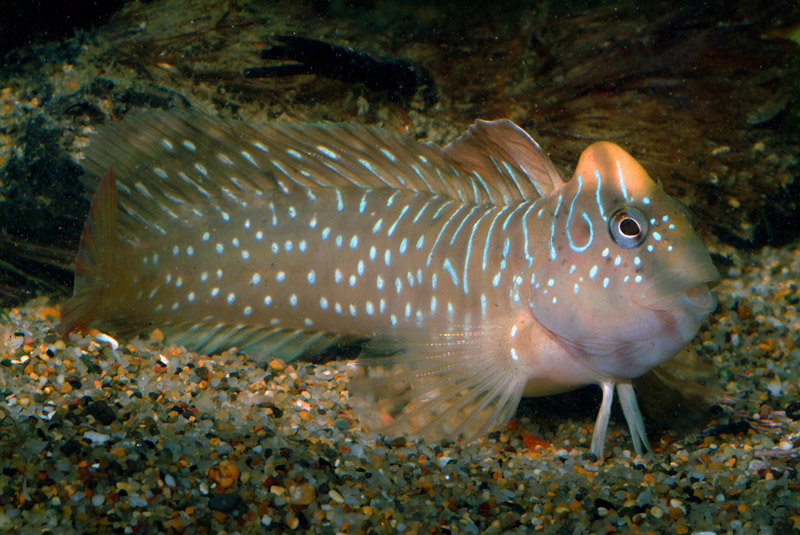
Собачка-павич з прибережжя Тоскани, Італія

Поширений у східній Атлантиці від Франції до Марокко; також відзначаються в Середземному і Чорному морях, як вселенець у Суецькому каналі.. В Україні відома біля берегів Криму та острова Зміїний.

## Охорона
На більшій частині ареалу стан природних популяцій виду залишається більш-менш стабільним. Саме тому він, згідно з Червоним списком МСОП, отримав охоронний статус «відносно благополучний вид». Але в окремих регіонах спостерігається тенденція до зниження чисельності популяції виду. Тому собачка-павич занесений до Червоної книги Чорного моря (охоронна категорія: вид, вразливий в українському секторі Чорного моря).